# Едвард Єловіцький

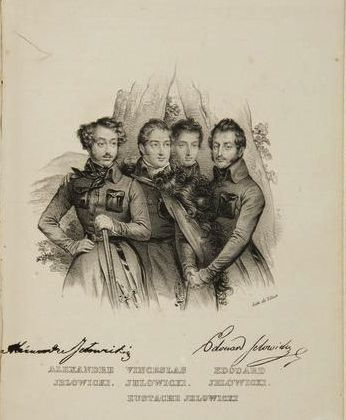
Брати Єловицькі з батьком Вацлавом

Едуард Єловіцький (пол. Edward Jełowicki; 1803 рік, Губник-10 листопада 1848 року, Відень) — маршал у 1828—1831 роках, полковник польської армії, учасник Листопадового повстання, офіцер закордонного легіону, у 1848 році командир Віденської артилерії, кавалер ордену Віртуті Мілітарі, і лицар Почесного легіону.

## Біографія
Едуард Єловіцький народився на Волині у маєтку Воскодава в 1803 році. Едуард спочатку отримав домашню освіту під наглядом о. Скібі. З третього класу він навчався разом із братами Олександром та Євстахією в гімназії у Вінниці. У 1819—1821 рр. юнак навчався та закінчив інженерну школу у Відні. Едвард був випускником артилерійського відділення інженерної школи. Також він навчався у Школі персоналу в Парижі. Він збудував палац у ХІХ столітті. Після закінчення навчання він повернувся до Губника, де керував маєтком свого батька.

## Листопадове повстання
У 1828 р. Еддуард Єловіцький став маршалом Гайсинського повіту, а в армії Королівства Польського — заступником генерал-квартирмейстера. ПісляЛистопадового повстання на посаді глави Гайсинського повстання він був главою збройних сил округу і керував понад тисячею людей, включаючи багатьох російських чиновників. Перед тим, як піти до армії, він звільнив селян з сервітуту[прояснити].
7 травня 1831 року він був призначений капітаном Першого кавалерійського полку. За свій успіх у битві при Тайвові 18 травня 1831 року в таборі поблизу Міхаловки отримав звання полковника національної кавалерії. Наступного дня за захоплення гармат поблизу Ободна його призначили командиром повстанської артилерії в Україні. Після поразки на Майдані разом з братом Александром вони перейшли австрійський кордон і приєдналися до втраченого брата Євстахії. Був інтернований та відправлений до Львова. Їм вдалось звільнитися і дістатися до Варшави..
Едуард приєднався до литовсько-російського кінного легіону в підрозділі Шептицького. 14 вересня 1831 р. він був переданий у розпорядження командира Головного кварталу Сеймських будинків та Національного уряду. 4 жовтня 1831 р. отримав золотий хрест, якого він не прийняв, як і його брати. На їх прохання ці прикраси були перетворені на срібні хрести та роздані воїнам — повстанцям з Волині. Брав участь у захисті Варшави. Після падіння повстання Едуард перейшов прусський кордон у Торуні і подав заяву на отримання паспорта до Галичини. Єловіцький оселився у Львові, де допомагав колишнім повстанцям. Його знову інтернували австрійці і на п'ять місяців ув'язнили у Львові та Шпільберзі. Був вільнений завдяки старанням матері. у січні 1833 р. Виїхав до Швейцарії. 25 травня 1833 року він та його батько Вацлав були занесені до списку конфіскацій за його участь у повстанні 1831 року.
Під час свого правління мій брат [маршалок Подольський] набув такого впливу на московських урядовців свого повіту, що багатьох із них залучив до повстання, і навіть якийсь Засідатєль за його наказом привіз із села Бубнівки два непогашені гармати. до повстання. 3-4 травня 1831 року вся молодь Гайсинської адвокатури та деякі чиновники зібралися за наказом свого маршалка в селі Губник [маєток Вацлава]. 4 травня наша ескадра піднялася в одну мить, до ескадри Едварда входили, серед інших, Ізидор Равський, пізніше агент готелю «Ламберт» на Близькому Сході та старшина османських козаків. Ближче до вечора брат наказав сідати на коня. Попрощатися з ним прийшла група на чолі зі священиком. Він пояснював селянам причини повстання, викривав їх у тяжкому рабстві, їх право на свободу, оголосив їм, що відтепер вони вільні, що земля, якою вони володіють, стає їхньою власністю. Голосний плач селян не дав братові закінчити, вони кричали:
```
«Не киньте нас пани ваші, ми панів своїх не віддамо, ми за вас уб’ємося дамо, нами прикривайтеся, нашими синами прикривайтесь».
Мій брат сказав їм, що на нас ніхто не нападе, що ми готові воювати за  них. Добрі селяни не дали братові сісти на коня, обливали йому ноги своїми слізьми. Піп благословив військо.
```

## Повернення до коледжу
Восени 1833 року він поїхав до Парижа, де навчався в бібліотеках, архівах та на різних курсах. Він не брав участі в політичному житті в еміграції. У 1836 році успішно закінчив навчання і залишився в Лондоні, де запатентував свою ідею парової машини. Він захоплювався хімією, фізикою та механікою, знання яких добре опанував. Відвідував вечори у Міцкевича і познайомився з Шопеном. Влітку 1838 року він відвідував Александерсбад в Баварії, де також перебували його мати Хонората та брат Александр.

### Подальші військові випробування
Після невдалих зусиль приєднатися до бельгійської армії, у 1841 році він провів один із походів проти арабів в Алжир, поряд з генералом Томасом Робертом Буге, від якого він отримав хрест Почесного легіону. Потім він оселився в Алжирі, де мав намір створити польське поселення для емігрантів, але відмовився від цього проекту. Його знання сільськогосподарських та інших питань цінували араби. У 1840 році він офіційно взяв спадщину тітки Агнешки Юзефіни Ярошинської.
Він оселився в 1846 році в Римі. 5 березня 1848 р. Едвард разом з Міцкевичем та Й. Постпецьким брав участь у делегації, що збирається до Папи Римського. 11 жовтня 1848 року він прибув до революційного Відня з сімейних питань і негайно був зарахований до складу караулу посланцем Дж. Голдмарк. Він взяв на озброєння 72-х гарматну повстанську артилерію.

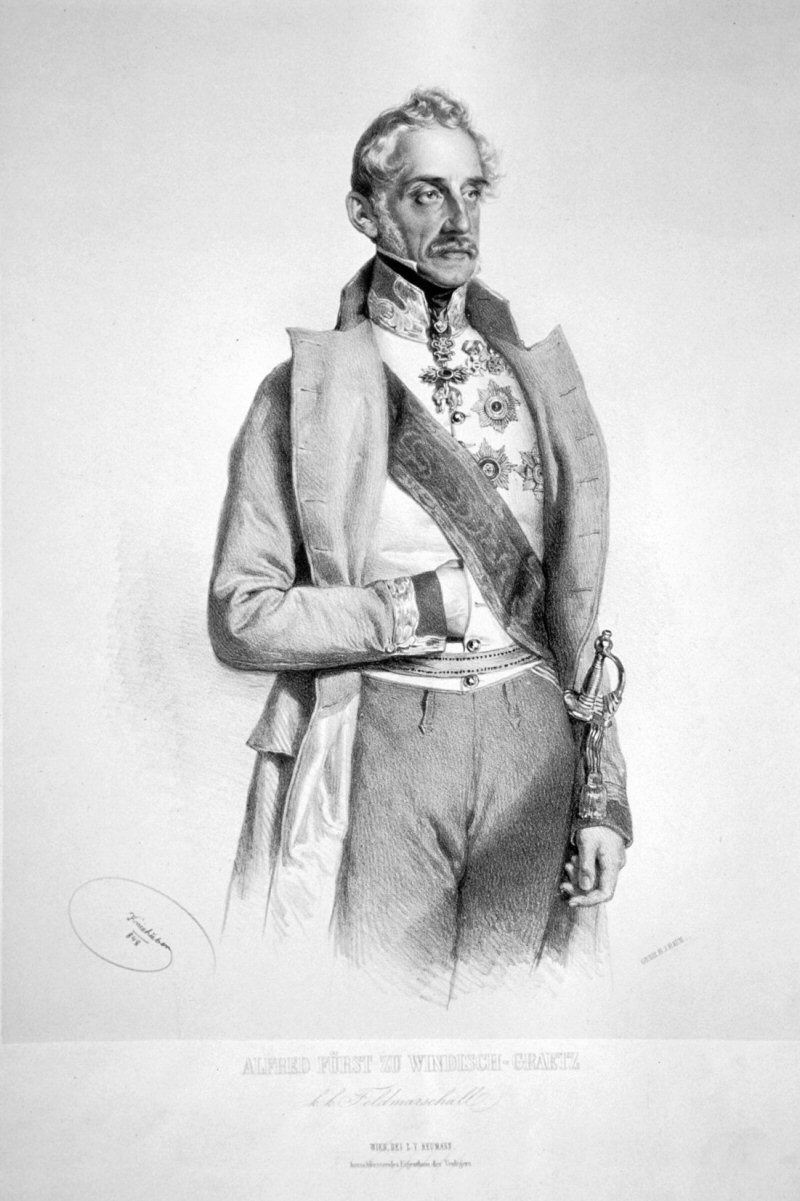
Альфред Fürst zu Windisch-Grätz, Feldmarschall — авт. Юзеф Кріубер (1848)

Після того, як столицю окупували урядові війська, він був заарештований у своїй квартирі та за наказом о. Віндіш-Ґрец був розстріляний 10 листопада 1848 року. За мить до його страти він написав брату Александру. — «10 листопада 1848 р., Відень. — Шановний Александре! Перебіг моїх очікувань, замість похвали за мої наполегливі зусилля щодо підтримання порядку — тощо. — сьогодні через кілька хвилин вони збираються мене розстріляти. — Є. Єловіцький». Через місяць о. Петро Семененко виголосив похоронну промову на його честь.